# Time & Love 演唱會Live全紀錄
《Time and Love 演唱會全紀錄》為歌手梁靜茹發行的首張演唱會專輯，於2002年5月30日發行。此專輯收錄梁靜茹2002年3月16日「Time and Love」演唱會的精彩實錄。

## 曲目
CD
1. 多數是晴天+明天的微笑+在晴朗的一天出發
2. 無條件爲你
3. 彩虹
4. Whoever Finds This I Love You
5. 喜悦
6. 閃亮的星
7. 夜夜夜夜
8. 分手快樂（独唱版+合唱版）
9. 期待
10. 我是眞的愛你
11. 幸福的預感
12. 我喜歡
13. 如果有一天
14. 勇氣

VCD
1. 幕後精華花絮+Sunrise
2. 有你在
3. 半個月亮+最想環遊的世界
4. 夜夜夜夜
5. 分手快樂
6. 失戀萬歳
7. 期待
8. 一夜長大
9. 我是眞的愛你
10. 如果有一天
11. 勇氣